# Angus Morrison
Angus Morrison, QHC (né en 1953) est un ministre de l'Église d'Écosse qui est modérateur de l'Assemblée générale de l'Église d'Écosse en 2015-2016. Il est aumônier honoraire de la reine, nommé en 2006.

## Jeunesse et éducation
Morrison est né à Glencoe, en Écosse, en 1953. Son père travaille pour le Northern Lighthouse Board et, enfant, Morrison vit dans divers endroits en Écosse et va à l'école à Oban, Stromness et Édimbourg. Il étudie les Classiques et la théologie à l'Université de Glasgow, puis fait des études aux Universités de Pise et de Londres. Il étudie pour un doctorat (PhD) au New College de l'Université d'Édimbourg .

## Carrière ecclésiastique

### Église presbytérienne d'Écosse
Fait très inhabituel pour un modérateur de l'Assemblée générale de l'Église d'Écosse, Morrison n'a pas été ordonné par l'Église d'Écosse. Il est ordonné par la Free Presbyterian Church of Scotland en 1979. Il est ministre à Oban entre 1979 et 1986, et ministre à Édimbourg entre 1986 et 1989. Au cours de cette dernière période, il est modérateur de la région sud de l'Église presbytérienne libre.
À la suite d'une scission de la Free Presbyterian Church en 1989 (à la suite de la décision de James Mackay (baron Mackay de Clashfern) d'assister à la messe de Requiem d'un collègue), Morrison rejoint les Associated Presbyterian Churches (APC). Il devient ministre de la congrégation d'Édimbourg de l'APC, servant de 1989 à 2000. Il est également modérateur de l'Assemblée générale de l'APC lors de la session de 1998 à 1999.

### Église d'Écosse
En 2000, Morrison devient ministre de l'Église d'Écosse. Il est pasteur de l'ancienne église paroissiale de St Columba, à Stornoway, avant d'être nommé à l'église paroissiale d'Orwell et de Portmoak (à Perth et Kinross) en 2011. Au sein de l'Église d'Écosse, il est modérateur du presbytère de Lewis pour la session de 2003 à 2004, responsable du Conseil de la mission et du discipulat (2005-2009) et aumônier du Lord High Commissioner (2005 et 2006) .
Le 29 octobre 2013, il est nommé modérateur de l'Assemblée générale de l'Église d'Écosse pour 2014-15 . En mars 2014, deux mois avant de prendre ses fonctions, l'Église d'Écosse annonce que Morrison renonce pour des raisons de santé . À la suite de cela, John Chalmers (greffier principal de l'Assemblée générale) est sélectionné être modérateur avant la session 2014-2015 ,. Le 28 octobre 2014, Morrison est de nouveau nommé pour être modérateur de l'Assemblée générale de l'Église d'Écosse, pour 2015-2016 .